# Мухаммад Джуки-Мирза (сын Шахруха)
Мухаммад Джуки Мирза (27 апреля 1402—1445) — принц из династии Тимуридов, губернатор Хуталлана и Балха, сын правителя Хорасана Шахруха и внук среднеазиатского завоевателя Тамерлана.

## Биография
Родился 27 апреля 1402 года. Младший из трех сыновей Шахруха (1377—1447) и его супруги Гаухаршад бегим (1379—1457). Его старшими братьями были Улугбек-мирза (1394—1449) и Байсонкур-мирза (1397—1443). Будучи младшим из трех братьев, Мухаммад Джуки-мирза, во-видимому, имел более низкий статус.
Он начал свою военную карьеру с первого похода своего отца Шахруха против Кара-Коюнлу в Азербайджане в 1420—1421 годах, во время которого он, как сообщается, руководил войском . В последующие годы он играл важную роль в крупных военных кампаниях Шахруха и, по-видимому, часто присутствовал при дворе отца. Он, по-видимому, выполнял роль своего рода аварийного агента, часто направляясь в специальные миссии, требующие статуса и тонкости, такие как работа с трудными местными правителями и пограничными регионами. Однажды ему было приказано привести армию в Мавераннахр, которым владел его старший брат Улугбек-мирза, когда выяснилось, что последний планирует поход, который не одобрил его отец. В 1425—1426 годах Барак-хан, правитель Золотой Орды, заявил о своих о своих правах на северные владения Тимуридов и начал совершать набеги на Сыгнак. Хотя Шахрух запретил военную экспедицию, в 1427 году Улугбек и Мухаммад Джуки все же предприняли военную экспедицию. Это привело к их тяжелому поражению и бегству в Самарканд.
В то время как его братья получали назначения губернаторами провинций в молодом возрасте, Мухаммад Джуки получил своё первое назначение только в 1429—1430 годах, в регион Хуталлян. После смерти Байсонкура Мухаммад Джуки, по-видимому, стал фаворитом своего отца, а также его возможным наследником, хотя его мать была против его кандидатуры, вместо него предпочитая Ала ад-Даула-мирзу, сына Байсонкур-мирзы. Гаухаршад держала Мухаммада Джуки старалась отстранить его от власти, отказывала ему в любом влиянии на диван, отдавая предпочтение своим внукам, Ала ад-Дауле и Абдул-Латифу . Кроме того, она не оказывала чести ни одному из его детей, воспитывая их при султанском дворе, как делала это с сыновьями его старших братьев .
Когда Шахрух опасно заболел в 1444 году, Мухаммад Джуки, к тому времени правитель Балха, немедленно прибыл в столицу Герат, чтобы получить преимущество в ожидаемой борьбе за престолонаследие. Однако Гаухаршад уже получила поддержку главнокомандующего Джалал уд-Дина Фирузшаха для вступления на престол Ала аль-Даулы. Но Шахрух неожиданно отправился от своей болезни и вернулся к управлению. Но Фирузшах, уже подвергшийся судебному преследования за злоупотребления властью по приказу Шахруха, разгневал Мухаммада Джуки своей поддержкой Ала уд-Даулы. Мухаммад Джуки сообщил Шахруху о действиях Фирузшаха, который сделал выговор последнему. Вскоре Фирузшах умер от болезни.
Мирза Мухаммад Джуки, страдавший затяжной болезнью, скончался в Серахсе в 1445 году. Его губернаторства в Хуталляне и Балхе перешли е его сыновьям, принцам Абу Бакру и Мухаммаду Касиму.

## Семья

### Жены и наложницы
- Михр Нигяр Ханум, дочь Шамс-и-Джахана (? — 1408), хана Чагатайского улуса
- Бахт Давлат
- Булган Мугуль
- Ханум, дочь Эдигу (1352—1419), правителя Ногайской Орды[10]
- Тадж аль-Ислам Хан, дочь Кара-Османа (1356—1435), правителя Ак-Коюнлу.

### Дети
От Михр Нигяр Ханум
- Суюргатмиш
- Тукал-Ханум

От Бахт Давлат
- Мухаммад Касим (1422—1447?)
- Абу Бакр (1427—1448)
- Саадат Султан

От Булган Мугуль
- Али (1423—1424)
- Кутлу Султан
- Зубайда Султан[11].